# Sự nghiệp diễn xuất của Denzel Washington

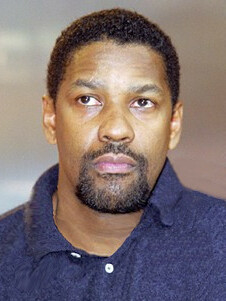
Denzel Washington tham dự Liên hoan phim quốc tế Berlin năm 2000

Denzel Washington là một nam diễn viên người Mỹ, đã khởi nghiệp điện ảnh với bộ phim Carbon Copy (1981). Năm 1982, Washington xuất hiện lần đầu trong tác phẩm chính kịch St. Elsewhere với vai bác sĩ Philip Chandler. Vai diễn này được xem là một bước đột phá trong sự nghiệp của nam diễn viên. Tiếp theo, ông hóa thân thành binh nhất Melvin Peterson trong bộ phim A Soldier's Story (1984). Đây là tác phẩm chuyển thể từ vở kịch ngoài Broadway A Soldier's Play (1981–1983), mà Washington cũng từng tham gia và thủ vai cùng một nhân vật. Vào năm 1987, tài tử nhập vai Steve Biko, một nhà hoạt động chống phân biệt chủng tộc trong sê-ri truyền hình Cry Freedom do Richard Attenborough đạo diễn. Vai diễn này đã giúp ông nhận được đề cử giải Oscar đầu tiên cho hạng mục Nam diễn viên phụ xuất sắc nhất. Hai năm sau, Denzel Washington chiến thắng giải thưởng này nhờ vai diễn Trip, một cựu quân nhân bị ép trở thành nô lệ trong Civil War Glory (1989). Năm 1990, ông sắm vai chính trong vở kịch The Tragedy of Richard III, và góp mặt trong bộ phim hài của Spike Lee Mo 'Better Blues. Washington đã đem về giải Gấu bạc cho Nam diễn viên xuất sắc nhất tại Liên hoan phim quốc tế Berlin vì vào vai nhà hoạt động dân quyền Malcolm X trong tác phẩm cùng tên (1992), cũng do Lee làm đạo diễn.
Vào năm 1993, Denzel Washington tham gia bộ phim hài kịch của Kenneth Branagh, được chuyển thể từ một tác phẩm do đại văn hào William Shakespeare sáng tác; đóng cặp với Julia Roberts trong bộ phim giật gân The Pelican Brief; cũng như tác phẩm chính kịch nói về AIDS Philadelphia cùng Tom Hanks. Sau đó, tài tử góp mặt trong Crimson Tide của Tony Scott vào năm 1995. Ông đã thắng một giải Quả cầu vàng cho nam diễn viên phim chính kịch xuất sắc nhất và giải Gấu bạc thứ hai trong sự nghiệp cho hạng mục Nam diễn viên xuất sắc nhờ màn hóa thân thành võ sĩ Rubin Carter bị kết án oan trong phim tiểu sử The Hurricane (1999). Ông tiếp tục theo sát chủ đề này trong các tác phẩm tiếp theo, được chứng thực bằng vai diễn huấn luyện viên bóng đá người Mỹ Herman Boone trong Remember the Titans (2000). Với màn nhập vai một cảnh sát tham nhũng trong bộ phim Training Day (2001), Washington đã giành được giải Oscar cho nam diễn viên chính xuất sắc nhất. Nhờ chiến thắng này, ông vinh dự trở thành diễn viên người Mỹ gốc Phi đầu tiên tranh giành được hai giải Oscar, và là người đầu tiên nhận giải nam diễn viên chính kể từ khi Sidney Poitier nhận giải thưởng vào năm 1964.
Denzel Washington đã tái hợp với Scott trong bộ phim kinh dị Man on Fire và đóng chung với Meryl Streep trong The Manchurian Candidate (cả hai đều phát hành năm 2004). Một năm sau đó, ông quay trở lại sân khấu với vở kịch sử thi Julius Caesar. Nam diễn viên tiếp tục hoá thân thành trùm ma túy Frank Lucas trong American Gangster, và nhà thơ - nhà giáo dục Melvin B. Tolson trong The Great Debaters (2007). Vào năm 2010, Washington giành được giải Tony cho Nam diễn viên xuất sắc nhất thể loại Kịch khi thủ vai nhân vật Troy Maxson trong Fences (sáu năm sau, ông đóng chính trong bộ phim chuyển thể cùng tên, giúp ông thắng giải SAG cho nam diễn viên chính xuất sắc nhất). Nhờ vai diễn một phi công nghiện rượu trong Flight (2012), Denzel Washington tiếp tục mang về một đề cử giải Oscar cho Nam diễn viên chính xuất sắc nhất. Năm 2014, tài tử tham gia tác phẩm hành động giật gân Thiện ác đối đầu, cũng như vở kịch A Raisin in the Sun. Sau đó, màn trình diễn trong các phim Roman J. Israel, Esq. (2017) và The Tragedy of Macbeth (2021) đã giúp ông mở rộng thêm chuỗi thành tích của mình với hai đề cử Oscar cho nam chính xuất sắc nhất.

## Phim điện ảnh
| Films that have not yet been released | Biểu thị những bộ phim chưa được phát hành |

| Năm  | Tựa đề                   | Vai diễn                         | Ghi chú                        | Chú thích     |
| ---- | ------------------------ | -------------------------------- | ------------------------------ | ------------- |
| 1981 | Carbon Copy              | Roger Porter                     |                                | [ 23 ]        |
| 1984 | A Soldier's Story        | Binh nhất Melvin Peterson        |                                | [ 24 ]        |
| 1986 | Power                    | Arnold Billings                  |                                | [ 25 ]        |
| 1987 | Cry Freedom              | Steve Biko                       |                                | [ 26 ]        |
| 1988 | For Queen and Country    | Reuben James                     |                                | [ 27 ]        |
| 1989 | The Mighty Quinn         | Xavier Quinn                     |                                | [ 28 ]        |
| 1989 | Glory                    | Binh nhì Silas Trip              |                                | [ 25 ]        |
| 1990 | Heart Condition          | Napoleon Stone                   |                                | [ 29 ]        |
| 1990 | Mo' Better Blues         | Bleek Gilliam                    |                                | [ 30 ]        |
| 1991 | Mississippi Masala       | Demetrius Williams               |                                | [ 31 ]        |
| 1991 | Ricochet                 | Nick Styles                      |                                | [ 32 ]        |
| 1992 | Malcolm X                | Malcolm X                        |                                | [ 25 ]        |
| 1993 | Much Ado About Nothing   | Don Pedro of Aragon              |                                | [ 33 ]        |
| 1993 | The Pelican Brief        | Gray Grantham                    |                                | [ 34 ]        |
| 1993 | Philadelphia             | Joe Miller                       |                                | [ 35 ]        |
| 1995 | Crimson Tide             | Thiếu tá hải quân Ron Hunter     |                                | [ 36 ]        |
| 1995 | Virtuosity               | Trung úy Parker Barnes           |                                | [ 25 ]        |
| 1995 | Devil in a Blue Dress    | Easy Rawlins                     |                                | [ 25 ]        |
| 1996 | Courage Under Fire       | Trung tá Nathaniel Serling       |                                | [ 25 ]        |
| 1996 | The Preacher's Wife      | Dudley                           |                                | [ 37 ]        |
| 1998 | Fallen                   | Thám tử John Hobbes              |                                | [ 38 ]        |
| 1998 | He Got Game              | Jake Shuttlesworth               |                                | [ 25 ]        |
| 1998 | The Siege                | Anthony Hubbard                  |                                | [ 25 ]        |
| 1999 | The Bone Collector       | Lincoln Rhyme                    |                                | [ 25 ]        |
| 1999 | The Hurricane            | Rubin Carter                     |                                | [ 10 ]        |
| 2000 | Remember the Titans      | Herman Boone                     |                                | [ 11 ]        |
| 2001 | Training Day             | Alonzo Harris                    |                                | [ 25 ]        |
| 2002 | John Q.                  | John Q. Archibald                |                                | [ 39 ]        |
| 2002 | Antwone Fisher           | Tiến sĩ Jerome Davenport         | Cũng là đạo diễn, nhà sản xuất | [ 40 ]        |
| 2003 | Out of Time              | Matt Lee Whitlock                |                                | [ 41 ]        |
| 2004 | Man on Fire              | John W. Creasy                   |                                | [ 42 ]        |
| 2004 | The Manchurian Candidate | Thiếu tướng Ben Marco            |                                | [ 43 ]        |
| 2006 | Inside Man               | Keith Frazier                    |                                | [ 44 ]        |
| 2006 | Déjà Vu                  | Doug Carlin                      |                                | [ 45 ]        |
| 2007 | American Gangster        | Frank Lucas                      |                                | [ 25 ]        |
| 2007 | The Great Debaters       | Melvin B. Tolson                 | Cũng là đạo diễn               | [ 25 ]        |
| 2009 | The Taking of Pelham 123 | Walter Garber                    |                                | [ 25 ]        |
| 2010 | Cuốn sách của Eli        | Eli                              | Cũng là nhà sản xuất           | [ 46 ]        |
| 2010 | Unstoppable              | Frank Barnes                     |                                | [ 47 ]        |
| 2012 | Safe House               | Tobin Frost                      |                                | [ 48 ]        |
| 2012 | Flight                   | William "Whip" Whitaker Sr.      |                                | [ 49 ]        |
| 2013 | 2 Guns                   | Robert "Bobby" Trench            |                                | [ 25 ]        |
| 2014 | Thiện ác đối đầu         | Robert McCall                    | Cũng là nhà sản xuất           | [ 50 ]        |
| 2016 | The Magnificent Seven    | Sam Chisolm                      |                                | [ 51 ]        |
| 2016 | Fences                   | Troy Maxson                      | Cũng là đạo diễn, nhà sản xuất | [ 52 ]        |
| 2017 | Roman J. Israel, Esq.    | Roman J. Israel                  | Cũng là nhà sản xuất           | [ 53 ] [ 54 ] |
| 2018 | Thiện ác đối đầu 2       | Robert McCall                    | Cũng là nhà sản xuất           | [ 55 ]        |
| 2020 | Điệu blues của Ma Rainey | —                                | Nhà sản xuất                   | [ 56 ]        |
| 2021 | The Little Things        | Deputy Sheriff Joe "Deke" Deacon |                                | [ 57 ]        |
| 2021 | The Tragedy of Macbeth   | Lord Macbeth                     |                                | [ 58 ]        |
| 2021 | A Journal for Jordan     | —                                | Đạo diễn kiêm sản xuất         | [ 59 ]        |
| 2023 | Thiện ác đối đầu 3       | Robert McCall                    | Cũng là nhà sản xuất           | [ 60 ]        |
| 2024 | Võ sĩ giác đấu II        |                                  | Đang ghi hình                  | [ 61 ]        |
| CTB  | The Piano Lesson         | —                                | Chỉ tham gia sản xuất          | [ 62 ]        |

## Truyền hình
| Năm       | Tựa đề                                             | Vai diễn                                  | Ghi chú                                                                              | Chú thích     |
| --------- | -------------------------------------------------- | ----------------------------------------- | ------------------------------------------------------------------------------------ | ------------- |
| 1977      | The Wilma Rudolph Story                            | Robert Eldridge – 18 tuổi                 |                                                                                      | [ 63 ] [ 64 ] |
| 1979      | Flesh & Blood                                      | Kirk                                      |                                                                                      | [ 65 ] [ 66 ] |
| 1982–1988 | St. Elsewhere                                      | Tiến sĩ Philip Chandler                   |                                                                                      | [ 67 ]        |
| 1984      | License to Kill                                    | Martin Sawyer                             |                                                                                      | [ 68 ]        |
| 1986      | The George McKenna Story                           | George McKenna                            | Cũng được biết đến với cái tên Hard Lessons                                          | [ 69 ]        |
| 1992      | Great Performances                                 | Người dẫn chuyện                          | Tập: "Jammin': Jelly Roll Morton on Broadway"                                        | [ 70 ]        |
| 1992      | Liberators: Fighting on Two Fronts in World War II | Người dẫn chuyện                          | Phim tài liệu                                                                        | [ 71 ]        |
| 1995 1997 | Happily Ever After: Fairy Tales for Every Child    | Vua Omar Humpty Dumpty Ông kẹ Crooked Man | Tập: "Rumpelstiltskin" Tập: "Mother Goose: A Rappin' and Rhymin' Special" Lồng tiếng | [ 72 ] [ 73 ] |
| 2013      | The March                                          | Người dẫn chuyện                          | Phim tài liệu                                                                        | [ 74 ]        |
| 2016      | Grey's Anatomy                                     | —                                         | Tập: "The Sound of Silence" (đạo diễn)                                               | [ 75 ]        |

## Sân khấu
| Năm       | Tác phẩm                             | Nhà hát                       | Vai diễn                                                      | Ghi chú                                   | Chú thích |
| --------- | ------------------------------------ | ----------------------------- | ------------------------------------------------------------- | ----------------------------------------- | --------- |
| 1979      | Coriolanus                           | Nhà hát công cộng Joseph Papp | Aediles Người dân La Mã Người dân Vosci Lính La Mã Lính Vosci | 22 tháng 6 − 22 tháng 7                   | [ 76 ]    |
| 1981–1983 | A Soldier's Play                     | Nhà hát số 4                  | Binh nhất Melvin Peterson                                     | 20 tháng 11 năm 1981 − 2 tháng 1 năm 1983 | [ 77 ]    |
| 1981      | When the Chickens Came Home to Roost | Broadway                      | Malcolm X                                                     |                                           | [ 78 ]    |
| 1988      | Checkmates                           | Nhà hát đường số 46           | Sylvester Williams                                            | 4 tháng 8 − 31 tháng 12                   | [ 79 ]    |
| 1990      | The Tragedy of Richard III           | Nhà hát công cộng Joseph Papp | Richard III của Anh                                           | 3 tháng 8 − 2 tháng 9                     | [ 80 ]    |
| 2005      | Julius Caesar                        | Nhà hát Belasco               | Marcus Brutus                                                 | 3 tháng 4 − 12 tháng 6                    | [ 81 ]    |
| 2010      | Fences                               | Nhà hát Cort                  | Troy Maxson                                                   | 26 tháng 4 − 11 tháng 7                   | [ 82 ]    |
| 2014      | A Raisin in the Sun                  | Nhà hát Ethel Barrymore       | Walter Lee trẻ                                                | 3 tháng 4 − 15 tháng 6                    | [ 83 ]    |
| 2018      | The Iceman Cometh                    | Nhà hát Bernard B. Jacobs     | Theodore "Hickey" Hickman                                     | 26 tháng 4 − 1 tháng 7                    | [ 84 ]    |